# Championnats d'Europe de cross-country 2019
Navigation
Tilbourg 2018 Dublin 2021

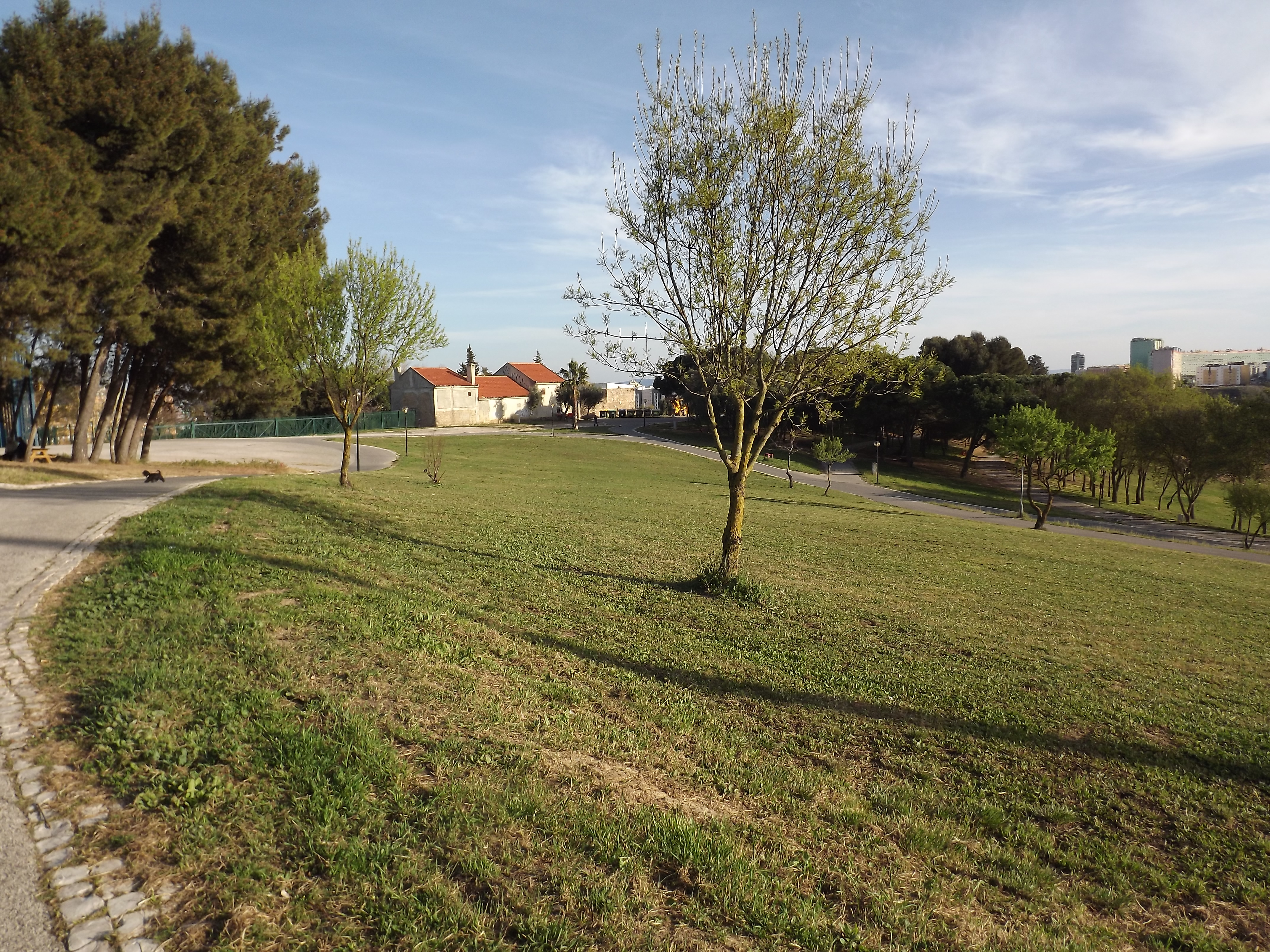
Parque da Bela Vista, site des Championnats d'Europe de cross-country 2019.

Les 26e Championnats d'Europe de cross-country (en anglais: 26th SPAR European Cross Country Championships) se déroulent le 8 décembre 2019 à Lisbonne, au Portugal.

## Compétition
Les Championnats d'Europe de cross-country comprennent sept épreuves au total. Les distances varient en fonction de la catégorie (Seniors, Espoirs, Juniors) et du sexe (Hommes, Femmes).
| Catégorie     | Hommes   | Femmes  | Relais mixte |
| ------------- | -------- | ------- | ------------ |
| Seniors       | 10 225 m | 8 225 m | 6 000 m      |
| Espoirs (U23) | 8 225 m  | 6 225 m | non disputé  |
| Juniors (U20) | 6 225 m  | 4 225 m | non disputé  |

## Programme
Tous les horaires correspondent à l'UTC±00:00.
| Heure | Course                                |
| ----- | ------------------------------------- |
| 10:00 | Course hommes juniors (U20)           |
| 10:30 | Course femmes juniors (U20)           |
| 10:55 | Course hommes espoirs (U23)           |
| 11:30 | Course femmes espoirs (U23)           |
| 12:05 | Relais mixte seniors 4 × 1 500 mètres |
| 12:35 | Course hommes seniors                 |
| 13:20 | Course femmes seniors                 |

## Résultats

### Seniors

#### Hommes
| Rang | Athlète              | Pays        | Temps       |
| ---- | -------------------- | ----------- | ----------- |
|      | Robel Fsiha          | Suède       | 29 min 59 s |
|      | Aras Kaya            | Turquie     | 30 min 10 s |
|      | Yemaneberhan Crippa  | Italie      | 30 min 21 s |
| 4    | Julien Wanders       | Suisse      | 30 min 25 s |
| 5    | Andrew Butchart      | Royaume-Uni | 30 min 38 s |
| 6    | Samuel Fitwi Sibhatu | Allemagne   | 30 min 39 s |
| 7    | Soufiane Bouchikhi   | Belgique    | 30 min 41 s |
| 8    | Isaac Kimeli         | Belgique    | 30 min 46 s |
| 9    | Ben Connor           | Royaume-Uni | 30 min 47 s |
| 10   | Jonas Raess          | Suisse      | 30 min 53 s |

| Rang | Équipe                                                                                                | Points      |
| ---- | --- | ----------- |
|      | Grande-Bretagne Andrew Butchart, Ben Connor, Kristian Jones, Patrick Dever, Adam Hickey, Tom Evans    | 5+9+22=36   |
|      | Belgique Soufiane Bouchikhi, Isaac Kimeli, Lahsene Bouchikhi, Michael Somers                          | 7+8+23=38   |
|      | Espagne Antonio Abadía, Carlos Mayo, Fernando Carro, Hamid Ben Daoud, Nassim Hassaous, Ouassim Oumaiz | 11+14+20=45 |

#### Femmes
| Rang | Athlète                   | Pays        | Temps       |
| ---- | ------------------------- | ----------- | ----------- |
|      | Yasemin Can               | Turquie     | 26 min 52 s |
|      | Karoline Bjerkeli Grøvdal | Norvège     | 27 min 07 s |
|      | Samrawit Mengsteab        | Suède       | 27 min 43 s |
| 4    | Fionnuala McCormack       | Irlande     | 27 min 45 s |
| 5    | Liv Westphal              | France      | 28 min 02 s |
| 6    | Jessica Judd              | Royaume-Uni | 28 min 05 s |
| 7    | Charlotte Arter           | Royaume-Uni | 28 min 07 s |
| 8    | Ana Dulce Félix           | Portugal    | 28 min 09 s |
| 9    | Elena Burkard             | Allemagne   | 28 min 10 s |
| 10   | Carla Salomé Rocha        | Portugal    | 28 min 13 s |

| Rang | Équipe                                                                                                   | Points     |
| ---- | --- | ---------- |
|      | Grande-Bretagne Jessica Judd, Charlotte Arter, Abbie Donnelly, Amy Griffiths, Jenny Nesbitt, Kate Avery  | 6+7+13=26  |
|      | Irlande Fionnuala McCormack, Aoibhe Richardson, Ciara Mageean, Mary Mulhare, Una Britton, Fionnuala Ross | 7+8+23=41  |
|      | Portugal Ana Dulce Félix, Carla Salomé Rocha, Susana Francisco                                           | 8+10+25=43 |

#### Relais mixte
L'ordre du relais imposé par l'organisateur est femme-homme-femme-homme.
| Rang | Pays                                                                                 | Temps       |
| ---- | ------------------------------------------------------------------------------------ | ----------- |
|      | Grande-Bretagne Sarah McDonald, James McMurray, Alexandra Bell, Jonathan Davies      | 17 min 55 s |
|      | Biélorussie Katsiaryna Karneyenka, Artsiom Kalachou, Volha Nemahai, Siarhei Platonau | 18 min 01 s |
|      | France Aurore Fleury, Yani Khelaf, Sandra Beuvière, Alexis Miellet                   | 18 min 05 s |
| 4    | Espagne Solange Andreia Pereira, Sergio Jiménez, Esther Guerrero, Pablo Sánchez      | 18 min 11 s |
| 5    | Belgique Vanessa Scaunet, Robin Hendrix, Camille Muls, Eliott Crestan                | 18 min 19 s |
| 6    | Portugal Salomé Afonso, Paulo Rosário, Patricia Silva, Luis Monteiro                 | 18 min 29 s |
| 7    | Irlande Nadia Power, John Travers, Amy O'Donoghue, Eoin Pierce                       | 18 min 40 s |
| 8    | Suède Linn Nilsson, Andreas Kramer, Lovisa Lindh, Robin Rohlén                       | 18 min 45 s |
| 9    | Lituanie Eglė Balčiūnaitė, Benediktas Mickus, Loreta Kancyte, Simas Bertašius        | 18 min 47 s |
| 10   | Italie Elisa Bortoli, Mohamed Zerrad, Joyce Mattagliano, Soufiane El Kabbouri        | 18 min 54 s |
| 11   | Ukraine Valentyna Kilyarska, Oleh Kayafa, Olesya Didovodyuk, Yuriy Kishchencko       | 19 min 14 s |
| 12   | Lettonie Agata Strausa, Janis Razgalis, Liga Velvere, Ugis Jocis                     | 19 min 20 s |

### Espoirs

#### Hommes
| Rang | Athlète                   | Pays        | Temps       |
| ---- | ------------------------- | ----------- | ----------- |
|      | Jimmy Gressier            | France      | 24 min 17 s |
|      | Elzan Bibic               | Serbie      | 24 min 25 s |
|      | Abdessamad Oukhelfen      | Espagne     | 24 min 34 s |
| 4    | Tadesse Getahon           | Israël      | 24 min 50 s |
| 5    | Yohanes Chiappinelli      | Italie      | 24 min 51 s |
| 6    | Fabien Palcau             | France      | 24 min 52 s |
| 7    | Jacopo De Marchi          | Italie      | 24 min 55 s |
| 8    | Mahamed Mahamed           | Royaume-Uni | 24 min 56 s |
| 9    | Oussama Lonneux           | Belgique    | 24 min 57 s |
| 10   | Mohamed-Amine El Bouajaji | France      | 24 min 57 s |

#### Femmes
| Rang | Athlète            | Pays        | Temps       |
| ---- | ------------------ | ----------- | ----------- |
|      | Anna Emilie Møller | Danemark    | 20 min 30 s |
|      | Jasmijn Lau        | Pays-Bas    | 21 min 09 s |
|      | Stephanie Cotter   | Irlande     | 21 min 15 s |
| 4    | Jasmijn Bakker     | Pays-Bas    | 21 min 21 s |
| 5    | Federica Zanne     | Italie      | 21 min 24 s |
| 6    | Aneta Chlebiková   | Tchéquie    | 21 min 25 s |
| 7    | Bronwen Owen       | Royaume-Uni | 21 min 35 s |
| 8    | Lisa Tertsch       | Allemagne   | 21 min 41 s |
| 9    | Eilish Flanagan    | Irlande     | 21 min 47 s |
| 10   | Cristina Ruiz      | Espagne     | 21 min 51 s |

### Juniors

#### Hommes
| Rang | Athlète            | Pays        | Temps       |
| ---- | ------------------ | ----------- | ----------- |
|      | Jakob Ingebrigtsen | Norvège     | 18 min 20 s |
|      | Ayetullah Aslanhan | Turquie     | 18 min 58 s |
|      | Efrem Gidey        | Irlande     | 19 min 01 s |
| 4    | Etson Barros       | Portugal    | 19 min 05 s |
| 5    | Charles Hicks      | Royaume-Uni | 19 min 05 s |
| 6    | Dereje Chekole     | Israël      | 19 min 05 s |
| 7    | Omar Nuur          | Suède       | 19 min 18 s |
| 8    | Håkon Stavik       | Norvège     | 19 min 18 s |
| 9    | Mathew Willis      | Royaume-Uni | 19 min 19 s |
| 10   | Flavien Szot       | France      | 19 min 20 s |

#### Femmes
| Rang | Athlète           | Pays        | Temps       |
| ---- | ----------------- | ----------- | ----------- |
|      | Nadia Battocletti | Italie      | 13 min 58 s |
|      | Klara Lukan       | Slovénie    | 14 min 01 s |
|      | Mariana Machado   | Portugal    | 14 min 10 s |
| 4    | Delia Sclabas     | Suisse      | 14 min 22 s |
| 5    | Zofia Dudek       | Pologne     | 14 min 22 s |
| 6    | Izzy Fry          | Royaume-Uni | 14 min 33 s |
| 7    | Gréta Varga       | Hongrie     | 14 min 34 s |
| 8    | Sibylle Häring    | Suisse      | 14 min 35 s |
| 9    | Manon Trapp       | France      | 14 min 37 s |
| 10   | Flavie Renouard   | France      | 14 min 37 s |

## Tableau des médailles
Voici les nations avec un ou des athlètes médaillés.
| Rang | Nation      | Médaille d'or | Médaille d'argent | Médaille de bronze | Total |
| ---- | ----------- | ------------- | ----------------- | ------------------ | ----- |
| 1    | Royaume-Uni | 3             | 0                 | 0                  | 3     |
| 2    | Turquie     | 1             | 2                 | 0                  | 3     |
| 3    | Irlande     | 0             | 1                 | 2                  | 3     |
| 4    | Norvège     | 1             | 1                 | 0                  | 2     |
| 4    | France      | 1             | 1                 | 0                  | 2     |
| 4    | Italie      | 1             | 1                 | 0                  | 2     |
| 4    | Suède       | 1             | 1                 | 0                  | 2     |
| 8    | Espagne     | 0             | 0                 | 2                  | 2     |
| 8    | Portugal    | 0             | 0                 | 2                  | 2     |
| 10   | Danemark    | 1             | 0                 | 0                  | 1     |
| 11   | Belgique    | 0             | 1                 | 0                  | 1     |
| 11   | Biélorussie | 0             | 1                 | 0                  | 1     |
| 11   | Serbie      | 0             | 1                 | 0                  | 1     |
| 11   | Pays-Bas    | 0             | 1                 | 0                  | 1     |
| 11   | Slovénie    | 0             | 1                 | 0                  | 1     |